# Marquette Building (Detroit)
El Marquette Building es un edificio histórico ubicado en el Downtown de Detroit, Míchigan. Fue construido en 1905 y se encuentra en 243 West Congress Street. 211 West Fort Street se encuentra al norte, TCF Center al oeste, Detroit Riverside Hotel al sur y Fort Shelby Hotel al este. El edificio fue durante un tiempo propiedad del millonario Carlos Slim.
El rascacielos tiene 10 pisos de altura y se utiliza para tiendas, oficinas y restaurantes. Fue diseñado en el estilo arquitectónico de la Escuela de Chicago, y está hecho principalmente de ladrillo.
Este edificio anteriormente albergaba la Oficina del Secretario de Estado de Míchigan en su planta baja. 400 Monroe Associates salvaron este edificio de la demolición en 1979, completando una cuidadosa remodelación de preservación histórica en 1982.
Adient Plc anunció el miércoles 30 de noviembre de 2016 que había adquirido el edificio para albergar la sede de su negocio global de asientos. Esos planes han sido cancelados a partir de junio de 2018.
El edificio ahora es propiedad de la compañía de bienes raíces con sede en Detroit, Sterling Group, que planea arrendar el espacio.